# Assumption Parish
Assumption Parish (franska: paroisse de l'Assomption) är ett administrativt område (parish) i delstaten Louisiana, USA. År 2010 hade området 23 421 invånare. Den administrativa huvudorten är Napoleonville.

## Geografi
Enligt United States Census Bureau har countyt en total area på 944 km². 877 av den arean är land och 67 km² är vatten.

### Angränsande countyn
- Iberville Parish och Ascension Parish - norr
- Saint James Parish - nordost
- Lafourche Parish - öst
- Terrebonne Parish - i sydost
- Saint Mary Parish - sydväst
- Iberia Parish - nordväst
- Saint Martin Parish - väst